# Дишкант Тарас Петрович
Тара́с Петро́вич Ди́шкант (* 9 березня 1959, Буськ Львівської області) — український краєзнавець, поет.

## Біографія
Народився в сім'ї вчителів. Вчився в професійно-технічному училищі, Львівському політехнічному інституті, якого не закінчив. Працював апаратником, травильником, сортувальником на пошті, вентиляторником, стрільцем ВОХРу, сторожем у школі № 2 в Буську.
У 1995–2000 роках проживав у селі Тисовець Сторожинецького району Чернівецької області.
Пише вірші. Багато його поезій надруковано у районній газеті міста Буськ «Воля народу». Публікувався в журналі «Україна» (1990 рік). Вірші Дишканта включено до антології духовної поезії західноукраїнських авторів «Богословень» (Тернопіль, 1994).

## Краєзнавча діяльність
Автор понад 50 статей на історико-краєзнавчі теми, опублікованих у районній газеті «Рідний край», у газетах «Час», «Нова буковинська газета», «Буковинське віче».
У селі Тисовець зібрав цікавий краєзнавчий матеріал, на основі якого видав у Чернівцях збірку історико-краєзнавчих статей «Тисовецькі старожитності».
1997 року підтримав дако-римську гіпотезу про заснування Кам'янця-Подільського .
Автор полемічного дослідження щодо походження гунів і пошуку столиці й могили їх знаменитого вождя Атили «Атила повертається», опублікованого 1999 року в газеті «День».
Видав книги «Скіфська спадщина» (Львів, 2007), «Буська мідна пластина: пори року» (Львів, 2007), «Давній Буськ як важливий річковий порт» (Львів, 2008), «„Географія“ Клавдія Птолемея: карта України» (2009) та ін.